# Ernst Wilhelm Tempel
Pour les articles homonymes, voir Tempel.
Ernst Wilhelm Leberecht Tempel (Niedercunnersdorf, 4 décembre 1821 – Arcetri, 16 mars 1889) est un astronome allemand qui travaille à l'observatoire de Marseille en tant qu'adjoint de Benjamin Valz jusqu'au déclenchement de la guerre franco-prussienne de 1870, avant d'aller en Italie.

## Biographie
Ernst Wilhelm Tempel est un prolifique découvreur de comètes, découvrant ou codécouvrant au total 21 d'entre elles, notamment la comète périodique 55P/Tempel-Tuttle, maintenant connue pour être le corps parent de la pluie de météorites des Léonides, et 9P/Tempel, cible de la sonde Deep Impact de la NASA en 2005. Parmi les autres comètes périodiques qui portent son nom, on peut citer 10P/Tempel et 11P/Tempel-Swift-LINEAR.
L'astéroïde (3808) Tempel est nommé en son honneur. Le cratère Tempel sur la Lune porte également son nom.

## Liste des astéroïdes découverts par Ernst Wilhelm Tempel
| (64) Angelina    | 4 mars 1861       |
| (65) Cybèle      | 8 mars 1861       |
| (74) Galatée     | 29 août 1862      |
| (81) Terpsichore | 30 septembre 1864 |
| (97) Clotho      | 17 février 1868   |